# Les Monstres de l'espace
Pour plus de détails, voir Fiche technique et Distribution.
Les Monstres de l'espace (Quatermass and the Pit) est un film britannique réalisé par Roy Ward Baker, sorti en 1967.
Le film débute avec des travaux de prolongement de la ligne « Hobbs Lane » du métro londonien. Les ouvriers font la découverte d'ossements fossiles emprisonnés dans la glaise ; les squelettes sont ceux d'humanoïdes de petite taille et au crâne développé. Par la suite, on découvre également un engin de grandes dimensions, fait d'un matériau extrêmement résistant et qui ne semble pas être du métal. L'armée pense qu'il s'agit d'un missile et fait évacuer la station de métro qui est devenue le centre de toutes les curiosités. Le professeur Quatermass, physicien réputé, est appelé à la rescousse pour étudier la question.
Il s'agit du troisième long-métrage de cinéma dans lequel intervient le personnage de Bernard Quatermass, créé par Nigel Kneale pour la BBC, après Le Monstre (The Quatermass Xperiment, 1955) et La Marque (Quatermass 2, 1957) deux films de Val Guest. Ce film est adapté de la série télévisée de la BBC Quatermass and the Pit (1958-1959).

## Synopsis
Des ouvriers découvrent un crâne préhumain lors de travaux de construction dans le quartier fictif de Hobbs Lane à Knightsbridge, à Londres. Le Dr Matthew Roney, un paléontologue de renom, examine ses restes et parvient à reconstituer un humanoïde ressemblant à un nain avec un grand volume cérébral, qu'il pense être un homme primitif. Alors que les fouilles se poursuivent, un objet ressemblant à une ogive est mis au jour et les travaux du groupe d'archéologie sont interrompus car les militaires pensent qu'il s'agit d'une bombe non explosée de la Seconde Guerre mondiale. Roney fait appel à son ami le professeur Bernard Quatermass du British Rocket Group pour empêcher les militaires de perturber ce qu'il croit être une découverte archéologique. Quatermass et le colonel Breen, récemment nommé à la tête du Rocket Group malgré les objections de Quatermass, sont intrigués par le site. Au fur et à mesure que l'artefact est découvert, d'autres fossiles sont trouvés que Roney date de cinq millions d'années, ce qui suggère que l'objet est au moins aussi vieux. Ils fouillent une pièce dont l'intérieur est vide mais couvert d'un symbole de six cercles entrecroisés, que Roney identifie comme une sorte de pentacle occulte qui semble dissimuler une chambre intérieure.
La paroi de la chambre intérieure est si dure que même un foret en nitrure de bore ne fait aucun dégât et lorsque l'on l'utilise, cela provoque des vibrations de détresse chez les personnes qui se trouvent autour. Quatermass interroge les résidents locaux et découvre que les fantômes et les évènements paranormaux sont courants dans la région depuis des décennies. Un soldat hystérique est transporté hors du site, affirmant avoir vu une apparition ressemblant à un nain traverser la paroi. Sa description correspond au journal d'un autochtone datant de 1927. Après un forage intensif, une faille s'ouvre et Quatermass et les autres découvrent les restes d'extraterrestres insectoïdes ressemblant à des sauterelles géantes à trois pattes. Elles possèdent des antennes courtes sur la tête donnant l'impression de cornes. En examinant les restes, Quatermass et Roney émettent une théorie selon laquelle les extraterrestres pourraient provenir d'une planète habitable comme Mars. Alors qu'il débarrasse l'engin de son équipement, le foreur déclenche involontairement une nouvelle activité paranormale et court dans les rues, paniqué, jusqu'à ce qu'il trouve refuge dans une église. Quatermass et Roney l'y retrouvent et il décrit des visions d'insectes extraterrestres s'entretuant. En enquêtant sur l'histoire de la région, Quatermass découvre des récits remontant à l'époque médiévale sur des démons et des esprits, tous centrés sur des incidents où le sol a été remué. Il soupçonne qu'une projection psychique de ces êtres est restée dans le vaisseau extraterrestre et qu'elle est vue par ceux qui entrent en contact avec lui.
Quatermass décide d'utiliser l'encéphalogramme optique de Roney pour voir les visions par lui-même. L'assistante de Roney, Barbara Judd, est la plus sensible car en plaçant l'appareil sur elle, ils enregistrent une violente purge de la ruche martienne pour éliminer les mutations indésirables. Quatermass en conclut que dans sa phase la plus primitive, l'humanité a été visitée par cette race de Martiens et que certains singes et humains de la préhistoire ont été enlevés et génétiquement modifiés pour leur donner des capacités telles que la télépathie, la télékinésie et d'autres pouvoirs psychiques. Ils ont ensuite été ramenés sur Terre. Ils découvrent aussi que la chambre enterrée est en fait l'un des vaisseaux qui s'était écrasé à la fin de son voyage. Leur monde d'origine étant en train de mourir, les extraterrestres ont essayé de transformer les ancêtres de l'humanité pour qu'ils aient un esprit et des capacités similaires aux leurs mais avec une forme corporelle adaptée à la vie sur Terre. Cependant, les extraterrestres se sont éteints avant d'avoir terminé leur travail. Au fur et à mesure que la race humaine s'est reproduite et a évolué, un certain pourcentage a conservé ses capacités psychiques qui n'ont fait surface que sporadiquement. Pendant des siècles, le vaisseau enseveli déclenchait occasionnellement des capacités dormantes, ce qui explique les histoires de fantômes.
Les autorités et Breen trouvent cette explication absurde bien qu'on leur ait montré l'enregistrement de la vision de Barbara. Ils pensent que le vaisseau est une arme secrète nazie et que les corps extraterrestres sont des faux destinés à créer exactement les impressions auxquelles Quatermass a succombé. Ils décident d'organiser un événement médiatique pour endiguer les rumeurs qui se répandent déjà parmi la population mais Quatermass prévient que si les pouvoirs psychiques implantés survivent dans la race humaine, il pourrait aussi y avoir une compulsion enracinée pour mettre en œuvre la purge raciale voulue par les Martiens à l'origine. Néanmoins l'événement médiatique a lieu malgré tout et les câbles d'alimentation qui s'enfilent dans le vaisseau s'activent complètement pour la première fois. Brillant de plus en plus et bourdonnant comme une chose vivante, le système du vaisseau commence à puiser dans cette source d'énergie et à réveiller l'ancienne programmation raciale. Les Londoniens chez qui la présence psychique extraterrestre est forte tombent alors sous l'influence du vaisseau.
Leurs pensées se fondent en un seul et même esprit de groupe et ils commencent à tuer tous ceux qui n'ont pas les gènes extraterrestres adéquats. Complètement médusé par les évènements, Breen est consumé par les énergies de l'engin qui fond lentement en diffusant l'image d'un Martien dans le ciel de Londres. Des incendies et des émeutes éclatent alors que Quatermass succombe à la psychose de masse et tente de tuer Roney, qui n'a pas le gène extraterrestre et est immunisé contre l'influence des extraterrestres. Roney parvient à sortir Quatermass de sa transe et se souvenant des légendes sur les démons et de leur aversion pour le fer et l'eau, propose qu'une masse suffisante de fer reliée à une terre humide pour court-circuiter l'apparition. Quatermass se procure une longueur de chaîne en fer et tente d'atteindre le Martien mais succombe de nouveau à sa pression psychique. Roney parvient à s'approcher de l'apparition et lance la chaîne sur elle, ce qui le réduit en cendres, ainsi que le vaisseau spatial.
À la fin, Quatermass donne une émission de télévision, à la fin de laquelle il lance un avertissement directement au spectateurs (brisant le quatrième mur) : " Si nous ne parvenons pas à contrôler l'héritage qui est en nous, cette planète sera leur deuxième planète morte [celle des Martiens] ".

## Fiche technique
- Titre : Les Monstres de l'espace
- Titre original : Quatermass and the Pit
- Réalisation : Roy Ward Baker
- Scénario : Nigel Kneale d'après son histoire
- Images : Arthur Grant
- Musique : Tristram Cary
- Production : Anthony Nelson Keys, pour Hammer Film
- Pays d'origine :  Royaume-Uni
- Format : Couleurs - 1,66:1 -  Mono
- Genre : Horreur, Science-fiction
- Durée : 97 minutes
- Date de sortie :
  - Royaume-Uni : 9 novembre 1967
  - Allemagne de l'Ouest : 8 février 1968
  - États-Unis : 16 février 1968

## Distribution
- James Donald (VF : Roland Ménard) : Dr Mathew Roney
- Andrew Keir (VF : René Arrieu) : Professeur Bernard Quatermass
- Barbara Shelley : Barbara Judd
- Julian Glover (VF : Gabriel Cattand) : le colonel Breen
- Duncan Lamont (VF : Jean Clarieux) : Sladden
- Bryan Marshall (VF : Jacques Balutin) : le capitaine Potter
- Peter Copley (VF : René Bériard) : Howell
- Edwin Richfield (VF : William Sabatier) : le ministre
- Grant Taylor (VF : Claude Bertrand) : le sergent de police Ellis
- Maurice Good (VF : Jacques Deschamps) : le sergent Cleghorn
- Robert Morris : Jerry Watson
- Sheila Steafel : un journaliste
- Hugh Futcher : Sapper West
- Hugh Morton : le plus âgé des journalistes
- Thomas Heathcote (VF : Jacques Mauclair) : le pasteur
- June Ellis (VF : Lucienne Givry) : la cliente blonde du pub
- Noel Howlett (VF : Henri Virlojeux) : le bibliothécaire de l'abbaye
- James Culliford (VF : Georges Poujouly) : le caporal Gibson
- John Ruthland (VF : Georges Aubert) : le second fonctionnaire des chemins de fer
- Roger Avon (VF : Jacques Marin) : l'électricien
- Joseph Greig (VF : Jacques Marin) : le client du pub réglant le téléviseur
- John Brown (VF : Claude D'Yd) : le reporter d'ABC-TV
- Hugh Manning : Un client du pub

### Vidéographie
- zone 2 : Les Monstres de l'espace (Quatermass and the Pit), Metropolitan « collection Les Trésors de la Hammer », 2005,  (EAN 3-512391-116057).